# レベル (模型メーカー)

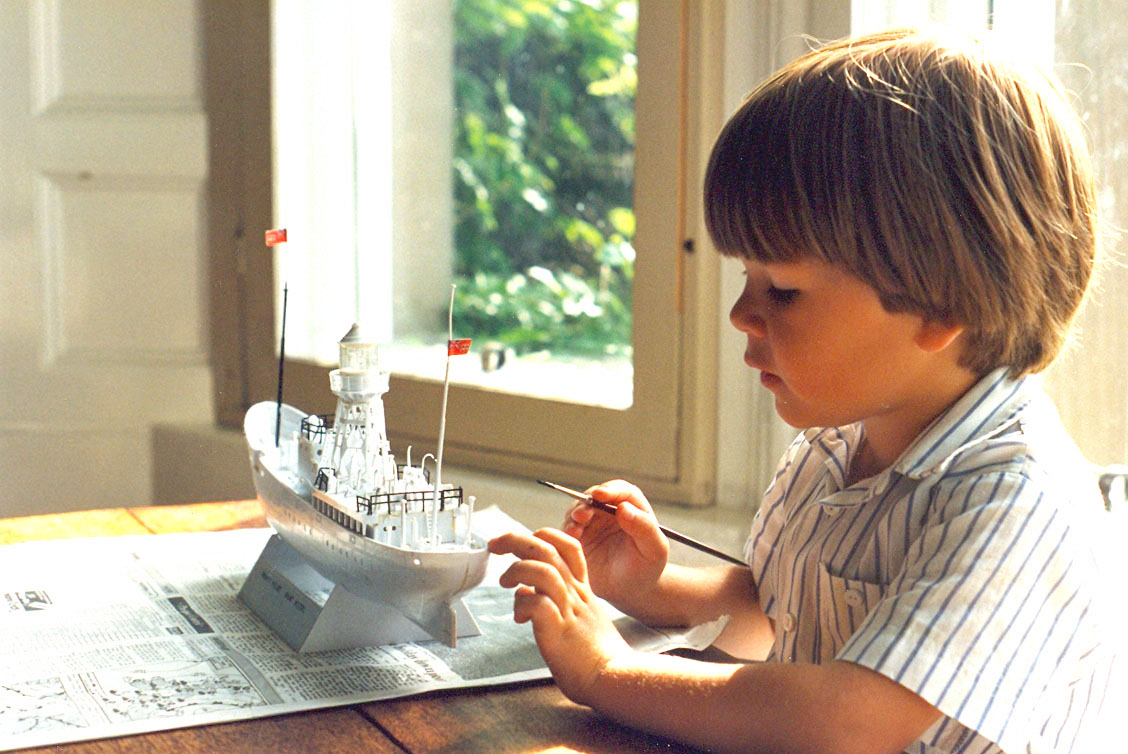
レベル製船舶模型を塗装する少年

レベル (Revell Inc.) はアメリカの模型メーカーで、プラモデル、ダイキャスト製ミニカー等を生産･販売していたが、2018年に倒産した。
レベルの子会社として設立され、後に独立してレベルを凌ぐ規模となったドイツレベル (Revell GmbH & Co.) と区別するため、アメリカレベルあるいはレベルモノグラムと呼称されることもある。

## 概要
レベルは1943年に Lewis H. Glaser によりカリフォルニア州のベニスで設立された。
1950年代初めにプラモデルの生産を開始し、1950年代後半から1960年代に名キットを多数産み出してトップメーカーとしての地位を確立した。同時に金型の貸し出しや生産指導を行い、業界全体のレベルの底上げにも貢献した。製品の種類は航空機、艦船、戦車、自動車、鉄道、SF、フィギュア等広範囲に渡ったが、中でも航空機のモデルがメインに位置付けられていた。
1970年代半ば以降、ベトナムでの敗戦の余波により、主力だった軍用機等のモデルの米国内での売り上げが減少したこと、急速に品質を向上させラインナップを広げていた日本やイタリアのメーカーの製品に市場を奪われたことなどにより業績は低迷し、1979年にフランスの玩具メーカー Compagnie Generale du Jouet によって買収された。
1986年にレベルは同じく老舗の模型メーカーであり、長年ライバル関係にあったモノグラムとともに、ニューヨークの複合企業 Odyssey Partners によって買収され、両者は合併してレベル-モノグラム(Revell-Monogram)となった。新会社はイリノイ州を拠点とし、レベルのベニス工場は閉鎖され、金型は全てイリノイ州の旧モノグラムの工場へ集められた。合併後しばらくは両者のブランドはそのまま使用されたが、旧モノグラム製品は順次レベルブランドへ移行され、ほぼレベルブランドに統合された。
2007年にレベル-モノグラムはHobbico Inc.により買収され、現社名(Revell Inc.)となった。2010年8月末の時点で日本のハセガワと提携しており、日本国内ではハセガワがレベルの製品を自社流通で販売している。
2012年、Hobbico Inc.はさらにドイツレベルも買収したため、両ブランドは再び同じ企業グループの傘下となった。
2018年4月、親会社Hobbicoの倒産によりレベルも破産し、すべての業務が停止された。レベルの所有していた金型はすべてドイツレベルへ移譲され、ドイツレベルの独立以降2つのメーカーで使用されていたレベルのブランドは1つに統合される。

## 主な製品

### 航空機モデル
初期に開発された航空機のモデルは、他のアメリカのメーカーと同様、パッケージのサイズに合わせた箱スケールのものであったが、イギリス製の1/72スケールキットに対抗して1963年に1/72の単発戦闘機シリーズを発売した。それ以降、アメリカのメーカーとしては珍しく1/72スケールを中心とした商品開発を行っている。レベルを代表するもう一つのスケールである1/32のキットは1967年から発売されている。
初期に発売されたスピットファイアやBf109Fは、詳細に再現されたコックピットやエンジン、ネジの頭まで再現された表面モールドでモデラーを驚かせ、高い人気を呼んだ。また、1961年には可動キットの最高峰であり、飛ぶこと以外何でもできるとまで言われた1/40スケールのスカイレーダーが発売されている。1/48スケールのキットは初期にも若干作られているが、本格的に作られるのは1970年代後半以降である。1/144スケールでモデル化されているのは旅客機や輸送機などの大型機がほとんどで、戦闘機等の1/144スケールモデルは、他メーカーからのOEM品が一時期発売されたのみである。

### ミリタリーモデル
戦車、軍用車両等のモデルは、1950年代に1/40スケールのキットが10点ほど作られたのみで、以後は新キットはほとんど作られていない。

### 艦船モデル

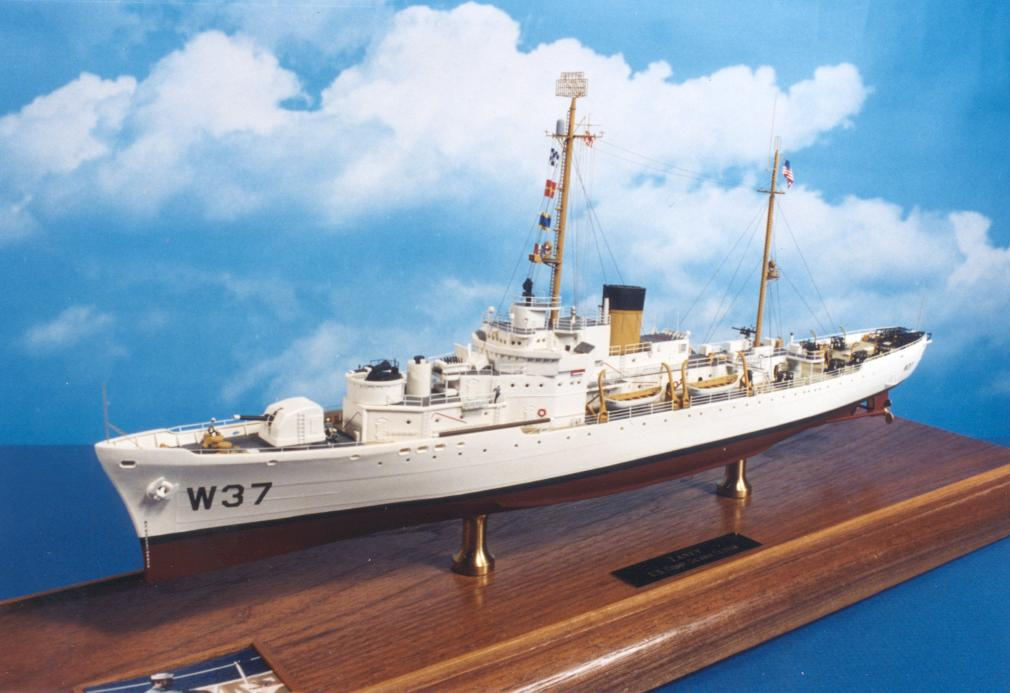
レベル製 USCGC Taney の完成品

艦船モデルは、多数発売されているが、そのほとんどが箱スケールである。1960年代後半から1/720の統一スケールシリーズを開始したが、総数は16点程度にとどまった。 スケールを別にすればできの良いキットが多く、特に1950年代後半に作られた航空母艦シリーズは当時としては非常に完成度が高く、一部は2000年代まで販売が続けられた。

### 自動車モデル
自動車モデルは、1970年代後半に航空機等の売り上げが低迷して以降の事実上の主力商品であり、1/24と1/25を中心に多くのキットが発売されている。またダイキャスト製のミニカーも多数作られている。

### キャラクターモデル
1985年にイマイ、アリイおよびタカラからのOEMによるマクロス、オーガス、ダグラムのキットを組み合わせた、ロボテックシリーズを発売している。1985年には映画『デューン/砂の惑星』に登場するメカやモンスター、1998年にはジュラシックパークに登場する恐竜などのキットを発売している。また1974年にはオーロラの恐竜シリーズと同様のスタイルで、ゴリラやコモドドラゴンのような絶滅危惧動物のキットを発売している。

## アメリカ以外での展開
レベルは世界的な製品展開を行うため、イギリスや西ドイツなどに子会社を設立すると共に、世界各国の模型メーカーと提携し、現地での生産・販売を行った。多くの場合、輸入または現地で成形した部品を現地語で表記した説明書と共にアメリカ版に準じたパッケージに入れて販売を行っていたが、ボックスアートやデカールを独自のものに変更したり、独自のキットを開発し、レベルブランドで販売したケースもある。

### ドイツ
1956年、西ドイツのBündeに子会社としてドイツレベル（Revell Plastics GmbH）を設立した。ドイツレベルはレベル製品の現地販売を行っていたが次第に独自色を強め、1970年代にアメリカレベルの支配を離れ、独自の製品開発を開始した。それらの模型はアメリカへ輸出され、高い評価を得て会社の成長を促した。2006年9月、ドイツレベルはレベル-モノグラムから正式に分離して独立した企業となり、売上高ではかつての親会社であるアメリカレベルを上回っている。ドイツレベルの独自開発キットは東ヨーロッパや中国などへ金型製作を外注して生産されており、他社からOEM供給される製品も多い。イタリアや中国、韓国で製造された製品は、日本国内では一部の商品がハセガワ以外の企業が代理店となって製造元のパッケージで販売されている例も存在する。

### イギリス
ドイツレベルと同時期に、イギリスのロンドンにも子会社としてイギリスレベル (Revell (Great Britain) Ltd.) が設立された。イギリスレベルは本社の企画開発にも参画しており、レベルの1/72スケールの採用は、1/72を標準スケールとしているIMAやエアフィックスに対抗する商品を必要としたイギリスレベルの企画によるものである。1/72単発戦闘機シリーズの初期の製品はイギリスレベルの手で作られ、そのため初期のイギリスレベル版キットの一部はボックスアートや、風防が可動式など仕様の一部がアメリカや他国で発売されたバージョンと異なっていた。その後もアメリカレベルやドイツレベルとも異なる独自の商品展開を行っていたが、独自に発行していたカタログは1970年代末にドイツレベルのものと統合され、以降はドイツレベル製品のイギリスでの販売を主に行うようになった。

### ブラジルとメキシコ
ブラジルでは1980年代までは自国産業保護のためレベルブランドで戦闘機や旅客機、船舶や自動車など多くが生産されていたが、その後はブラジルはキコ（KIKO/KIKOLER）、メキシコではロデラ（LODELA）が提携企業となり、現地での生産・販売を行っている。そのためロデラはキコはブラジルレベル、メキシコレベルと呼ばれることもある。
パッケージや説明書の表記を現地語に変えただけでなく、ヴァリグ・ブラジル航空やトランス・ブラジル航空など現地の航空会社や軍など独自のデカールをセットした製品も発売している。 またレベル以外にロデラはエレール、キコはエアフィックスの製品の国内販売も行っている。ロデラやキコは、1970年代以降、アメリカで絶版となった初期の航空機キットの生産を継続していたため、一時期はある程度の数量の製品が日本にも輸入されていた。

### 日本
1950年代末から1960年代前半にかけてはマルサン商店が日本における提携企業であり、輸入した製品をマルサン・ラベール提携品として日本版のパッケージで販売していた。マルサン・ラベール提携品の多くでは、説明書は英語表記のままであり、パッケージもマルサンのロゴマークと「マルサン・ラベール提携品」の文字が入る以外はアメリカ版に準じたものであった。マルサンは、レベルとの提携以前にはレベル製品のデッドコピーをいくつか作成し、国内で販売していた。そのうちの1つが最初の国産プラモデルとされるノーチラスである。
1964年から1977年の期間は郡是産業（現:GSIクレオス）が提携企業であり、国内販売を行った。郡是版は組み立て説明書、パーケージとも日本語表示であり、価格も国産キットとほとんど変わらない低価格とされたため、レベルキットの国内普及に大いに貢献した。ボックスアートやデカールを独自のものとしたバージョンも発売したほか、1/32の雷電、1/72の屠龍や月光、1/144の第二次大戦機シリーズなどの金型を国内で製作し、レベルブランドで発売した。また、プラモデル専用の塗料を独自に開発し、レベルカラーの名称で販売している。
郡是産業を引き継いでタカラ（現：タカラトミー）が提携企業となり、国内での生産と販売、及びレベルカラーの製造販売を継続した。パッケージはトリコロールを配した独自のデザインで統一されていた。
レベルとモノグラムの合併に伴い、それまでモノグラムの輸入代理店だったハセガワがレベル製品の国内販売も行うようになった。ハセガワも一部のレベル製品を独自デカール、自社パッケージで販売している。

### その他の諸国
ニュージーランドではリンカーン (Lincoln Industries)、スペインではコンゴスト (Louis Congost) が提携企業となり、自社のロゴマーク入りのパッケージで販売を行っている。